# 城巴18線
城巴18線是城巴經營的一條香港島巴士路線，來往北角（健康中街）及堅尼地城（卑路乍灣），途經炮台山、灣仔北、中環、上環及石塘咀。
新巴接辦此路線後十分重視，更以「捷徑王」作招徠。不過自2010年起，卻被新巴不斷縮減服務及縮短路線，更打算停辦，將資源撥歸18P及18X兩線，更一度失去主線地位，為18P線之特別班次。結果，此路線客量繼續高企，與該兩線客量低迷的情況大相徑庭，最終於2021年重拾主線地位，恢復全日服務及重返堅尼地城，為近年少數「起死回生」的巴士路線。

## 簡介及歷史
18線的前身為中巴的5C、5M、10B及24M線。5C線於1974年4月16日投入服務，來往灣仔碼頭及中環。5M線於1980年2月12日配合地鐵修正早期系統全線通車而投入服務，來往堅尼地城及中環地鐵站。24M線於1983年8月1日投入服務，往返中環地鐵站及灣仔北。上述3條路線於1984年2月13日合併成5C線，來往灣仔碼頭及堅尼地城。5C線又於1986年5月23日改稱5M線。10B線則於1981年3月2日投入服務，往返北角健康中街及上環港澳碼頭。
隨著地鐵港島綫全線通車，加上與其他路線重疊，以致5M及10B線客量都不太高。1988年8月16日，5M及10B線合併成18線。當時18線的路線跟現在大致相同，唯西區總站設於荷蘭街，服務質素也相差甚遠。當時18線只於平日日間服務，星期六下午和假日更不提供服務，班次只有20分鐘，用車是殘破的丹拿珍寶。收費方面，大小同價，令帶著小孩子外出的乘客都放棄乘搭。18線車長亦經常「蛇王」，導致班次經常失準。正因如此，18線的客量是偏低的。
中巴末期只有10和18這兩條西區線。1998年，中巴專營權結束，最賺錢的10號線交由城巴提供服務，新巴的西區線便只有18線。新巴為了和城巴競爭，只好把18線重新包裝。新巴發現18線途經灣仔北，往返北角及西區比10號線快，十分有發展潛力，於是作出以下措施：
1. 1998年9月22日（接辦後半個月）便提供全日服務。[6]
2. 新巴在接辦當日，立即在18線提供小童優惠，吸納一些家庭乘客。
3. 1999年3月29日增派簇新的丹尼士三叉戟空調巴士（編號10xx/11xx）行走，為18主力車款。1999年4月22日更改為全線空調服務，全面採用丹尼士三叉戟巴士（編號10xx/11xx）行走，成為香港島島內專利巴士路線之中，最快由全普通巴士改為普通空調混合再改為全空調服務的路線，前後只有23天。[7]
4. 新巴在接辦18線後不久，便大幅加密班次至6-7分鐘一班，增幅是中巴時代的3倍。過去18線班次曾經達3分鐘一班。
5. 新巴又以「捷徑王」去宣傳18線，在行走的巴士上貼上18路線透視廣告，大力推介18途經灣仔北的優點，更是首個獲運輸署批准巴士公司使用上層兩側玻璃作商業用途的廣告。自此，18線的客量急速上升，成為新巴其中一條皇牌路線。[8]

2003年3月10日，新巴於早上繁忙時間增設特別車18P，由堅尼地城單向往北角健康中街，直接到達灣仔北主要商業區，不在中環區停站，深受乘客歡迎。所以在2004年5月31日的路線重組中，18P線提升至每天早上至黃昏雙向服務，除早上繁忙時間外總站遷往北角碼頭，提供一個往返北角及西區的更快選擇。
2010年8月16日起，為提升晚間由北角往堅尼地城的特快巴士服務，新巴修改了18及18P線的末班車開出時間。18線的末趟車提早至晚上八時開出，而18P的末趟車則延至凌晨零時從北角健康中街開出往堅尼地城。這項安排，形成了晚上八時後，東行「有慢無快」、西行「有快無慢」的情況。
2011年10月17日起，配合添馬艦發展工程完成，18線往北角方向改經添美道、龍匯道、分域碼頭街、港灣道並增設龍匯道近中信大廈及港灣道近香港會議展覽中心分站，2012年2月15日起更加停夏愨道政府總部巴士站。
另一方面，城巴A12線於2002年起繞經石塘咀，成功開拓由西區前往東區的新客源，客量更遠勝往返機場者，惟回程卻因收取全程車費而無法起此通勤、通學作用，東區返回西區乘客仍然須轉車前往。為回應地區人士訴求，新巴遂於2012年提出開辦新路線18X，當時預計在2013年第一季投入服務，但因種種原因未能成事。經過一輪角力，18X線終於在2013年7月14日起投入服務，同日起本路線縮短路線，改以屈地街作總站（總站設於干諾道西香港商業中心對出），不再服務堅尼地城，而因道路設計問題，往屈地街方向改經干諾道西而不經德輔道西。不過，是次改動卻令到屈地街以西的堅尼地城一帶，在晚上後再沒有東行往北角的特快服務（因當時18P線東行尾車為21:00）。
2015年，因應港鐵西港島綫通車，運輸署建議將18線取消，但礙於市民及區議會反對，最終改為縮減服務，並於同年5月10日實施，詳情如下：
- 取消星期六、日及公眾假期的服務。
- 上午班次由北角（健康中街）開往上環（永和街），共開出6班。
- 黃昏班次由上環德輔道中近林士街開往北角（健康中街），共開出3班。
- 往北角方向於夏慤道東行後改為直行告士打道，不再繞經添美道、龍匯道、港灣道及會議道，並恢復停靠「香港演藝學院」及「入境事務大樓」站。
  - 是次改動非但未有使客源進一步流失，相反，此路線繁忙時間平均載客率更進一步上升至92%，與18X線客量暴瀉超過一半大相逕庭。

2019年12月23日，基於客量仍然穩定，延長服務時間：
- 09:00及之前班次開出時間維持不變，及以上環（永和街）為終點；
- 其餘班次改以上環(港澳碼頭)為總站，新增服務時段如下：
  - 由上環開出：09:55 - 18:40；
  - 由北角開出：09:15 - 16:00。

2021年9月20日，本線恢復全日服務並重新服務西區：
- 星期一至五09:00及之前班次維持原有服務安排；
- 新增服務時段，以及原有星期一至五非繁忙時間班次回復以堅尼地城（卑路乍灣）為總站，時間如下：
  - 由北角開出：星期一至五 09:10-00:00；星期六、日及公眾假期 05:30-00:00；
  - 由堅尼地城開出：星期一至五 09:00-23:00；星期六、日及公眾假期 06:00-23:00。

2023年7月1日，因應城巴新巴專營權合併，本線改由城巴經營。

## 服務時間及班次
| 北角（健康中街）開 | 北角（健康中街）開         | 北角（健康中街）開         | 堅尼地城（卑路乍灣）開 | 堅尼地城（卑路乍灣）開 | 堅尼地城（卑路乍灣）開 |
| 日期               | 服務時間                   | 班次（分鐘）               | 日期                   | 服務時間               | 班次（分鐘）           |
| ------------------ | -------------------------- | -------------------------- | ---------------------- | ---------------------- | ---------------------- |
| 星期一至五         | 07:45、08:00、08:12、08:27 | 07:45、08:00、08:12、08:27 | 星期一至五             | 09:00-17:00            | 15                     |
| 星期一至五         | 08:40、08:50、09:00        | 08:40、08:50、09:00        | 星期一至五             | 17:00-23:00            | 20                     |
| 星期一至五         | 09:10-10:15                | 13                         |                        |                        |                        |
| 星期一至五         | 10:05-15:00                | 15                         |                        |                        |                        |
| 星期一至五         | 15:00-16:00                | 12                         |                        |                        |                        |
| 星期一至五         | 16:00-17:00                | 15                         |                        |                        |                        |
| 星期一至五         | 17:00-00:00                | 20                         |                        |                        |                        |
| 星期六             | 05:30-06:00                | 15                         | 星期六                 | 06:00-10:00            | 20                     |
| 星期六             | 06:00-08:00                | 20                         | 星期六                 | 10:00-19:00            | 15                     |
| 星期六             | 08:00-08:30                | 15                         | 星期六                 | 19:00-23:00            | 20                     |
| 星期六             | 08:30-09:30                | 20                         |                        |                        |                        |
| 星期六             | 09:30-19:00                | 15                         |                        |                        |                        |
| 星期六             | 19:00-00:00                | 20                         |                        |                        |                        |
| 星期日及公眾假期   | 05:30-06:00                | 15                         | 星期日及公眾假期       | 06:00-09:00            | 20                     |
| 星期日及公眾假期   | 06:00-09:00                | 20                         | 星期日及公眾假期       | 09:00-19:00            | 15                     |
| 星期日及公眾假期   | 09:00-19:00                | 15                         | 星期日及公眾假期       | 19:00-23:00            | 20                     |
| 星期日及公眾假期   | 19:00-00:00                | 20                         |                        |                        |                        |

- 藍字班次以上環（永和街）為總站

## 收費
全程：$6.5
- 百德新街往堅尼地城（卑路乍灣）[1]：$5.8
- 高樂花園往堅尼地城（卑路乍灣）[1]：$4.8
- 永興街往北角（健康中街）：$5.2

| - 本線設有12歲以下小童及65歲或以上長者半價優惠。 - 65歲或以上香港居民使用「樂悠咭」，以及12歲以下合資格殘疾兒童使用「殘疾人士身份」個人八達通繳付車資，均可享有每程$2.0或半價（以較低者為準）的票價優惠；12至64歲合資格殘疾人士使用「殘疾人士身份」個人八達通（包括「樂悠咭」），以及60至64歲香港居民使用「樂悠咭」繳付車資，均可享有每程$2.0或全費（以較低者為準）的票價優惠。 - 65歲或以上長者如使用長者或一般個人八達通繳付車資，則只可享有半價優惠；12至64歲合資格殘疾人士如不使用「殘疾人士身份」個人八達通，以及60至64歲人士如不使用「樂悠咭」繳付車資，必須繳付全費。 - 乘客可以現金或八達通於上車時付款，不設找續。 - 每位成人乘客可免費攜帶最多兩名4歲以下而不佔座位的兒童乘客乘車，超額之4歲以下小童必須繳付小童車費乘車。 - 九龍巴士、城巴及龍運巴士全職員工及家屬（不包括外判職員）可免費乘搭本路線，惟必須拍職員或職員家屬八達通。 - 乘客亦可使用AlipayHK「易乘碼」、支付寶、WeChatHK／微信支付「搭車碼」、銀聯雲閃付「乘車碼」及BOC Pay「乘車碼」、具有感應式支付功能的VISA、Mastercard及銀聯卡，以及Apple Pay、Google Pay及Samsung Pay流動支付平台繳付車資。使用此支付方式的乘客可享有中途下車之分段收費，以及與其他城巴獨營路線或聯營線城巴班次之轉乘優惠，惟不適用於與非城巴路線之轉乘優惠。乘客亦不能享有「公共交通費用補貼計劃」及「長者及合資格殘疾人士公共交通票價優惠計劃」。 |

### 八達通轉乘優惠
乘客登上本線後90分鐘內以同一張八達通卡轉乘以下路線，或從以下路線登車後90分鐘內以同一張八達通卡轉乘本線，次程可獲車資折扣優惠：
18←→4(X)、30X，次程可獲$1折扣優惠
- 18任何方向 → 4往黃竹坑、4X往華富或30X往數碼港
- 4(X)或30X往金鐘 → 18任何方向

18←→8P、27、722，次程可獲$1折扣優惠
- 18往北角 → 8P往小西灣、27往寶馬山或722往耀東邨
- 8P往灣仔、27往北角碼頭或722往中環碼頭 → 18往堅尼地城（卑路乍灣）

18往堅尼地城（卑路乍灣） → 5B往摩星嶺，次程車資全免
18←→780、788，兩程合共$10.3
- 18往北角 → 780往柴灣或788往小西灣
- 780往中環碼頭或788往港澳碼頭 → 18往堅尼地城（卑路乍灣）

18←→608，兩程合共$12.3
- 18往北角 → 608往九龍城
- 608往筲箕灣 → 18往堅尼地城（卑路乍灣）

## 使用車輛
18線仍由中巴經營時，主要採用1970年代出廠的丹拿珍寶（LF）巴士行駛。
現時，18線及18P線主要採用丹尼士三叉戟三型12米空調巴士（10xx-11xx、12xx、30xx）及富豪超級奧林比安12米巴士（50xx）行駛，間中亦有富豪奧林比安11米（VA）客串，而早上更有一班來自720的Neoplan Centroliner作加班車行走18P線，此安排随着Neoplan Centroliner撤出720，以及车队退役而取消。

## 行車路線
北角（健康中街）開經：健康中街、英皇道、清風街天橋、維園道、告士打道、杜老誌道天橋、港灣道、分域碼頭街、天橋、夏慤道、干諾道中、干諾道西、嘉安街、德輔道西、堅彌地城海旁、山市街、卑路乍街、加多近街、堅彌地城新海旁及城西道。
逢星期一至五07:45-09:00由北角開出的班次，不經斜體字之路段。
堅尼地城（卑路乍灣）開經：城西道、西祥街北、西祥街、卑路乍街、荷蘭街、堅彌地城海旁、德輔道西、正街、干諾道西、港澳碼頭通道、干諾道中、林士街、德輔道中、畢打街、干諾道中、夏慤道、告士打道、維園道、永興街、英皇道、電照街、渣華道、民康街、健康西街、百福道及健康中街。

### 沿線車站
| 北角（健康中街）開 | 北角（健康中街）開 | 北角（健康中街）開           | 堅尼地城（卑路乍灣）開 | 堅尼地城（卑路乍灣）開 | 堅尼地城（卑路乍灣）開       |
| 序號               | 車站名稱           | 位置                         | 序號                   | 車站名稱               | 位置                         |
| ------------------ | ------------------ | ---------------------------- | ---------------------- | ---------------------- | ---------------------------- |
| 1                  | 北角（健康中街）   | 北角（健康中街）巴士總站     | 1                      | 卑路乍灣               | 堅尼地城（卑路乍灣）巴士總站 |
| 2                  | 健威花園           | 英皇道                       | 2                      | 荷蘭街                 | 荷蘭街                       |
| 3                  | 琴行街             | 英皇道                       | 3                      | 西祥街                 | 堅彌地城海旁                 |
| 4                  | 新都城大廈         | 英皇道                       | 4                      | 歌連臣街               | 堅彌地城海旁                 |
| 5                  | 長康街             | 英皇道                       | 5                      | 堅尼地城游泳池休憩處   | 德輔道西                     |
| 6                  | 炮台山站           | 英皇道                       | 6                      | 山道                   | 德輔道西                     |
| 7                  | 清風街天橋         | 英皇道                       | 7                      | 嘉安街                 | 德輔道西                     |
| 8                  | 百德新街           | 告士打道                     | 8                      | 西區警署               | 德輔道西                     |
| 9                  | 灣景中心大廈       | 港灣道                       | 9                      | 正街                   | 德輔道西                     |
| 10                 | 香港會議展覽中心   | 港灣道                       | 10                     | 中山紀念公園           | 干諾道西                     |
| 11                 | 瑞安中心           | 港灣道                       | 11                     | 中環（港澳碼頭）       | 中環（港澳碼頭）巴士總站     |
| 12                 | 皇后像廣場         | 干諾道中                     | 12                     | 林士街                 | 德輔道中                     |
| 13                 | 砵典乍街           | 干諾道中                     | 13                     | 恒生銀行總行           | 德輔道中                     |
| 14                 | 租庇利街           | 干諾道中                     | 14                     | 德忌利士街             | 德輔道中                     |
| 15                 | 永和街             | 干諾道中                     | 15                     | 怡和大廈               | 干諾道中                     |
| 16*                | 永安中心           | 干諾道中                     | 16                     | 大會堂                 | 干諾道中                     |
| 17*                | 高樂花園           | 干諾道西                     | 17                     | 政府總部               | 夏慤道                       |
| 18*                | 山道               | 德輔道西                     | 18                     | 香港演藝學院           | 告士打道                     |
| 19*                | 堅尼地城游泳池     | 堅彌地城海旁                 | 19                     | 入境事務大樓           | 告士打道                     |
| 20*                | 山市街             | 堅彌地城海旁                 | 20                     | 銅鑼灣避風塘           | 維園道                       |
| 21*                | 北街               | 卑路乍街                     | 21                     | 永興街                 | 永興街                       |
| 22*                | 加多近街           | 加多近街                     | 22                     | 七海商業中心           | 英皇道                       |
| 23*                | 卑路乍灣           | 堅尼地城（卑路乍灣）巴士總站 | 23                     | 電廠街                 | 英皇道                       |
|                    |                    |                              | 24                     | 糖水道                 | 英皇道                       |
| 25                 | 琴行街             |                              |                        |                        | 英皇道                       |
| 26                 | 港運城             |                              |                        |                        | 英皇道                       |
| 27                 | 北角（健康中街）   | 北角（健康中街）巴士總站     |                        |                        |                              |

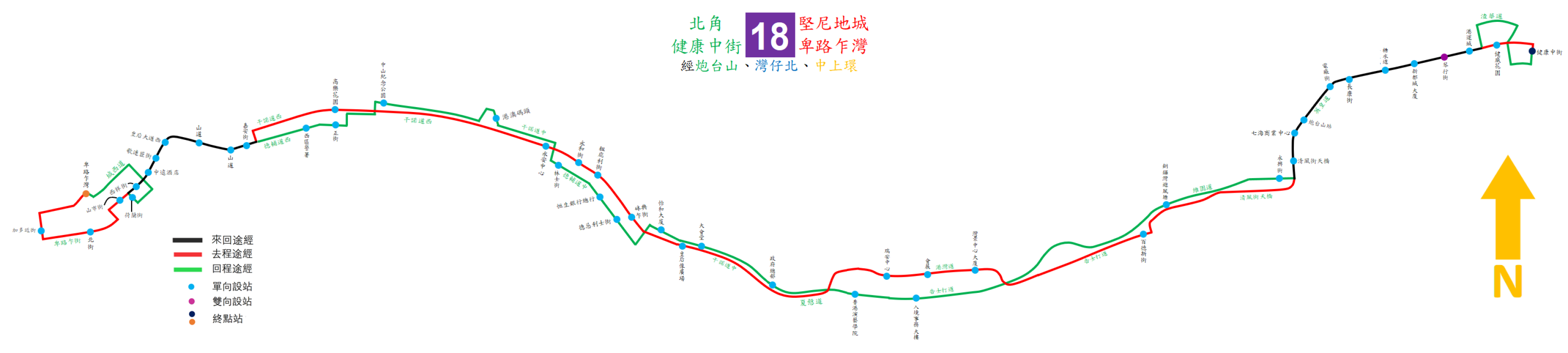
本線的走線圖及沿線車站

- 逢星期一至五07:45-09:00由北角(健康中街)開出的班次，不停靠有 * 號之車站。

## 使用狀況
自從新巴取得巴士專營權後，將本線優化服務和增設特快路線（例如18P和18X等）後，令很多東區市民乘搭本路線和特快路線。在西港島綫通車前，載客量有四成半至八成，通車後只有三成至五成以內。
雖然中西區區議會和東區區議會與市民提出反對取消18線聲音很大，但新巴初期仍一意孤行將本路線於4月26日取消服務，後來提出將本線改為繁忙時間服務（上午和下午時段）和縮短路線範圍，終在5月11日實施重組計劃。雖然現時的載客率已大升至92%，但新巴仍打算取消下繁服務，企圖以18X取代服務以挽救其客量，終被區議會再次否決。直至2019-2020年度巴士路線計劃才被延長星期一至五服務時間及上午繁忙時間後延長至 中環（港澳碼頭）為總站，該項改動已於2019年12月23日實施。兩年後的2021-2022年度巴士路線發展計劃更加提出重新延伸至堅尼地城並恢復全日服務，同時建議客量偏低的18P與18號線對調，18P削減服務至只於平日繁忙時間行走，相關改動於2021年9月20日實施。
2019年：最繁忙一小時的平均載客率為68%。
2021年：最繁忙一小時的平均載客率為76%。